# Exophyla molybdea
Exophyla molybdea là một loài bướm đêm trong họ Erebidae.